# John Høegh
John „Ujuukulooq“ Otto Abel Jens Høegh (* 26. März 1890 in Qaqortoq; † 1966) war ein grönländischer Schmied, Fotograf und Landesrat.

## Leben

### Familie und Ausbildung
John Høegh war eines von neun Kindern des Büchsenmachers Peter Billiam Gerhard Høegh (1857–1939) und seiner Frau Amalie Cecilie Agathe Nanna Thaarup (1858–1936). Zu seinen Geschwistern zählen der Zimmermann und Architekt Pavia Høegh (1886–1956) und der Buchdrucker und Redakteur Frederik Høegh (1895–1970). Seine Schwester Margrethe (1897–1978) war mit dem Pastor Karl Chemnitz verheiratet und seine Schwester Augusta (1901–1995) war mit dem Politiker Elias Lauf (1894–1981) verheiratet. Sein Spitzname bedeutet übersetzt „großer John“.
Nach dem Schulabschluss ließ er sich als Kiffaq (Helfer) bei Den Kongelige Grønlandske Handel anstellen. Dort wurde er zum Schreiner und Zimmermann ausgebildet. In dieser Zeit begann er sich auch für die Fotografie zu interessieren und schaffte sich 1910 die nötige Technik an. Ebenfalls zu Beginn der 1910er Jahre begann die Zahl an Motorbooten in Grönland zu steigen und John Høegh entschied sich nach Dänemark zu ziehen, um sich dort zum Schlosser ausbilden zu lassen und somit die Wartung der Bootsmotoren übernehmen zu können. Im Oktober 1913 fuhr er mit der Hans Egede in Richtung Dänemark. Möglicherweise hatte auch in seine Entscheidung hineingespielt, dass sein großer Bruder Pavia bereits Zimmermann war und es vorauszusehen war, dass er später die Stelle beim KGH als Zimmermann übernehmen würde. In Dänemark wurde er als Lehrling in der Motorenfabrik Danmark in Rudkøbing angestellt. Während seines Aufenthalts gab er sich verstärkt der Fotografie hin. 1917 kehrte er nach abgeschlossener Ausbildung zurück nach Grönland und begann in Diensten des KGH bei seinem Vater in der Schmiede zu arbeiten.
John Høegh heiratete am 20. Juli 1919 Marie Augusta Hanne Chemnitz (1896–1972), Tochter des Pastors und Katecheten Jens Anton Barsilai Ignatius Chemnitz (1853–1929) und seiner Frau Ane Marie Jacobine Cathrine Holm (1858–1929). Dadurch war er der Schwager des Dolmetschers Jørgen Chemnitz (1890–1956). Aus seiner Ehe hatte John Høegh die Kinder Astrid (1921–1936), Erling (1924–1993), Ingvar (1927–2007), Oluf (1927–2018), Knud (1928–2007), Jens John (1929–1999) und Emma (1931–1942).

### Karriere
John Høegh fotografierte nach seiner Rückkehr nach Grönland weiterhin und übernahm Anfang der 1920er Jahre die väterliche Schmiede. Er fertigte 1932 den Brunnen in Qaqortoq an, den sein Bruder Pavia entworfen hatte und der heute unter Denkmalschutz steht.
John Høegh war auch politisch aktiv: Kurz nach seiner Rückkehr nach Grönland wurde er Vorsitzender des Gemeinderats. Er füllte das Amt insgesamt 35 Jahre lang aus. Während dieser Zeit wurden im aufstrebenden Qaqortoq das erste Schwimmbad Grönlands, das erste Altenheim, die erste Dänische Schule und das erste Frischwasserleitungssystem des Landes errichtet. Von 1923 bis 1926 war er zudem eine Legislaturperiode lang Mitglied im südgrönländischen Landesrat. Neben John saßen auch seine Brüder Pavia und Frederik in Grønlands Landsråd, ebenso wie seine Schwäger Elias Lauf und Jørgen Chemnitz und seine Söhne Erling und Oluf, während Ingvar Mitglied des Inatsisartut, des grönländischen Parlaments ab 1979, war.
Das letzte Bild, das von John Høegh aufgenommen wurde, stammt aus dem Jahr 1945. Seine Fotografien sind von professioneller Qualität, zeugen aber dennoch von wenig künstlerischem Geschick. Sie zeigen jedoch die Entwicklung Qaqortoqs in der ersten Hälfte des 20. Jahrhunderts und sind damit bedeutende Zeitdokumente. 370 Glasnegative seiner Fotografien sind vom Museum in Qaqortoq zusammengesammelt worden. Ausstellungen seiner Bilder fanden Ende der 1990er Jahre im Katuaq in Nuuk, in Det Grønlandske Hus in Aarhus sowie im Norræna húsið in Reykjavík statt.
1947 wurde er zum Dannebrogsmand ernannt. Er starb 1966 im Alter von 76 Jahren nach langer Krankheit.